# Ricardo Rivera
Ricardo Emmanuel Rivera de León (ur. 17 kwietnia 1997 w San Juan) – portorykański piłkarz grający na pozycji napastnika w amerykańskim trzecioligowym klubie Union Omaha oraz reprezentacji Portoryka. 
W swojej seniorskiej karierze występował jeszcze w hiszpańskim klubie Vilamarxant CF. W kadrze Portoryka zadebiutował 28 sierpnia 2016 w starciu z Dominikaną. Pierwszą bramkę zdobył 28 marca 2021 przeciwko Trynidadowi i Tobago. W eliminacjach do Mistrzostw Świata 2022 strzelił 4 gole.